# XStream
XStream — Java библиотека классов для сериализации объектов в XML (или JSON) формат.

## Особенности
XStream использует рефлексию для исследования структуры объекта в процессе выполнения программы, и не требует внесения изменений в сам объект. Библиотека позволяет сериализовать приватные, а также, объявленные как final, поля. Кроме этого, поддерживаются не публичные и вложенные классы.
При сериализации объекта выполняется построение его полного графа. При этом сохраняются все кросс-ссылки объекта.
К примеру, возьмем следующий класс CD:
```
package
 
com.thoughtworks.xstream
;

public
 
class
 
Cd
 
{

	
private
 
String
 
id
;

	
private
 
Cd
 
bonusCd
;

	
Cd
(
String
 
id
,
 
Cd
 
bonusCd
)
 
{

		
this
.
id
 
=
 
id
;

		
this
.
bonusCd
 
=
 
bonusCd
;

	
}

	
Cd
(
String
 
id
)
 
{

		
this
.
id
 
=
 
id
;

	
}

	
public
 
String
 
getId
()
 
{

		
return
 
id
;

	
}

	
public
 
Cd
 
getBonusCd
()
 
{

		
return
 
bonusCd
;

	
}

}

```

Добавим несколько объектов этого типа в список и сериализуем то, что у нас получилось:
```
Cd
 
bj
 
=
 
new
 
Cd
(
"basement_jaxx_singles"
);

Cd
 
mr
 
=
 
new
 
Cd
(
"maria rita"
);

		

List
<
Cd
>
 
order
 
=
 
new
 
ArrayList
<
Cd
>
();

order
.
add
(
mr
);

// добавим два раза один и тот же объект (две ссылки на один и тот же объект)

order
.
add
(
bj
);

order
.
add
(
bj
);

// добавим в список сам список (закольцовывание)

order
.
add
(
order
);

XStream
 
xstream
 
=
 
new
 
XStream
();

xstream
.
alias
(
"cd"
,
 
Cd
.
class
);

System
.
out
.
println
(
xstream
.
toXML
(
order
));

```

Если выполнить этот код с настройками XStream по умолчанию, то получится следующий XML документ:
```
<list>

  
<cd>

    
<id>
maria
 
rita
</id>

  
</cd>

  
<cd>

    
<id>
basement_jaxx_singles
</id>

  
</cd>

  
<cd
 
reference=
"../cd[2]"
/>

  
<list
 
reference=
".."
/>

</list>

```

## Лицензирование
XStream является свободным ПО, распространяемым с использованием лицензии BSD типа.

## Использование
- Atlassian Confluence[2]
- Apache Muse[2]